# Prochody
Prochody  (ukr. Проходи) – wieś na Ukrainie, w obwodzie wołyńskim, w rejonie kamieńskim. Liczy 460 mieszkańców.
Do 2020 w rejonie lubieszowskim. 